# Microcalanus pygmaeus
Microcalanus pygmaeus är en kräftdjursart som först beskrevs av Georg Ossian Sars 1900.  Microcalanus pygmaeus ingår i släktet Microcalanus och familjen Clausocalanidae. Det är osäkert om arten förekommer i Sverige. Inga underarter finns listade i Catalogue of Life.